# Лоња (Сисак)
Лоња је насељено место у саставу Града Сиска, Хрватска.

## Становништво
| Националност       | 1991.        |
| Хрвати             | 175 (95,62%) |
| Срби               | 4 (2,18%)    |
| Југословени        | 3 (1,63%)    |
| остали и непознато | 1 (0,54%)    |
| Укупно             | 183          |